# Vital de Creuilly
Vital de Creuilly (Vitalis) est un abbé normand du XIe siècle.

## Biographie
Vital est le frère de Richard de Creuilly, seigneur de Creuilly, Turstin de Creuilly et d'Osberne, son successeur à l'abbatiat de Bernay.
Moine du Fécamp et ami de l'abbé Jean de Fécamp, il devient prieur de Saint-Gabriel. Il accède avant le 27 mai 1066 à l'abbatiat de Bernay et le restera jusqu'en  1076. Il se charge de l'inhumation d'Osberne, abbé de Saint-Évroult, dans le cloître de l'abbaye de Saint-Évroult.
Après la déposition de l'abbé Geoffroy de Westminster, le roi Guillaume le Conquérant, après avoir pris conseil de Lanfranc et des grands, fait appel à Vital comme futur abbé de Westminster qui doit être considéré comme une promotion. Il le sera jusqu'à sa mort le 19 juin 1085.